# (29095) 1981 EK11
A (29095) 1981 EK11 a Naprendszer kisbolygóövében található aszteroida. Schelte J. Bus fedezte fel 1981. március 7-én.